# Terrell Edmunds
FeDerius Terrell Edmunds (Danville, 20 gennaio 1997) è un giocatore di football americano statunitense che milita nel ruolo di safety per i Las Vegas Raiders della National Football League (NFL).

## Carriera universitaria
Al college Edmunds giocò a football alla Virginia Tech University dal 2014 al 2017. Dopo l'ultimo anno decise di rinunciare all'ultimo anno nel college football e rendersi eleggibile nel Draft NFL. La sua carriera universitaria si concluse con 196 tackle, 6 intercetti e 1,5 sack.

## Carriera professionistica

### Pittsburgh Steelers
Il 26 aprile 2018 Edmunds fu scelto come 28º assoluto nel Draft NFL 2018 dai Pittsburgh Steelers. Il 24 luglio 2018 firmò il suo contratto da rookie: un accordo quadriennale da 10,7 milioni di dollari con un'opzione per un quinto anno.

#### Stagione 2018
Edmunds debuttò come professionista partendo come titolare nella gara del primo turno contro i Cleveland Browns senza fare registrare alcuna statistica. La sua stagione da rookie si chiuse con 78 tackle, un sack e un intercetto disputando tutte le 16 partite stagionali, 15 come titolare.

#### Stagione 2019

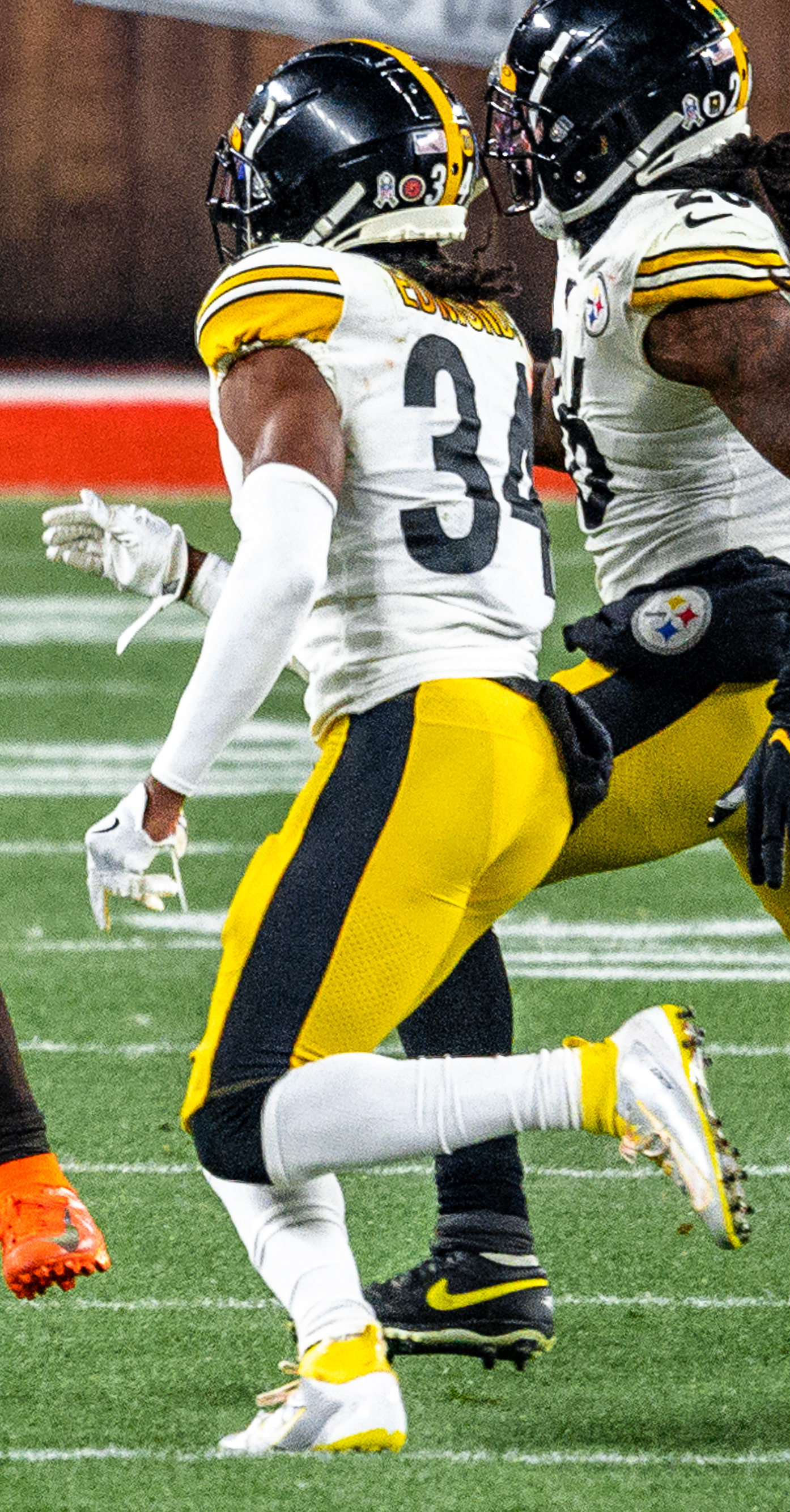
Edmunds nel 2019

Nella gara del secondo turno, la sconfitta 26-28 contro i Seattle Seahawks, Edmunds collezionó 11 tackle, il migliore della sua squadra. Edmunds giocò da titolare tutte le 16 partite stagionali, facendo 105 tackle, di cui due con perdita di yard, e tre passaggi deviati.

#### Stagione 2020
Nella gara del secondo turno, la vittoria 26-21 contro i Denver Broncos, Edmunds fece il suo primo sack stagionale su Jeff Driskel. Nella gara di settimana 11, la vittoria 27-3 contro i Jacksonville Jaguars, Edmunds fece il suo primo intercetto in stagione su un passaggio di Jake Luton.
Chiuse l'annata con 15 presenze, di cui 12 da titolare, con 68 tackle, due intercetti, 8 passaggi deviati e 1,0 sack.

#### Stagione 2021
Il 3 maggio 2021 gli Steelers declinarono di esercitare l'opzione di prolungamento per un quinto anno del contratto di Edmunds, facendo così di lui un free agent al termine della stagione. L'uso dell'opzione avrebbe comportato per gli Steelers un esborso di 6,75 milioni di dollari. In stagione giocò tutte le 17 gare da titolare, mettendo a tabellino 89 tackle, due intercetti, sei passaggi deviati e 1,0 sack.

#### Stagione 2022
Il 25 aprile 2022 Edmunds, divenuto free agent, si accordó per giocare un altro anno con gli Steelers, con un contratto da 2,5 milioni di dollari. Giocò 15 partite tutte da titolare, facendo 2,0 sack, 5 passaggi deviati e 70 tackle.

### Philadelphia Eagles
Il 24 marzo 2023 Edmunds firmò un contratto di un anno con i Philadelphia Eagles da 2,0 milioni di dollari. Nella gara del secondo turno, la vittoria 34-28 contro i Minnesota Vikings, Edmunds provocò il suo primo fumble forzato in carriera sul ricevitore Justin Jefferson, impedendo per altro il touchdown di quest'ultimo.
Con gli Eagles giocò le prime sette gare stagionali, di cui due da titolare, prima di essere scambiato con i Titans.

### Tennessee Titans
Il 23 ottobre 2023 fu scambiato con i Tennessee Titans. Nell'unica stagione con la squadra mise a segno 20 tackle, 2,5 sack e un intercetto in nove presenze, di cui una come titolare.

### Jacksonville Jaguars
Il 16 maggio 2024 Edmunds firmò con i Jacksonville Jaguars. Fu svincolato il 27 agosto dopo di che rifirmò con la squadra di allenamento. Fu elevato nel roster attivo per la gara di settimana 1 della stagione 2024 contro i Miami Dolphins.

### Pittsburgh Steelers (2º periodo)

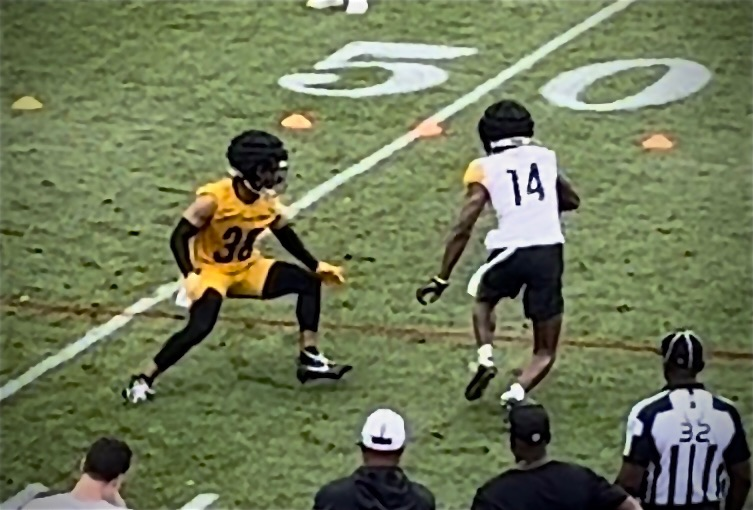
Edmunds in allenamento contro George Pickens nel 2024

Il 10 settembre 2024 Edmunds firmò con gli Steelers. Fu svincolato il 9 novembre 2024, dopo aver collezionato cinque presenze.

### Los Angeles Chargers
Il 2 gennaio 2025 Edmunds firmò per la squadra di allenamento dei Los Angeles Chargers.

### Las Vegas Raiders
Il 10 agosto 2025 Edmunds firmò con i Las Vegas Raiders.

## Vita privata
Edmunds ha due fratelli, Trey e Tremaine. Trey gioca nella NFL per i New Orleans Saints e Tremaine è stato anch'egli scelto dai Buffalo Bills nel primo giro del Draft 2018. Anche il padre, Ferrell Edmunds, ha giocato nella NFL, venendo convocato per due Pro Bowl. Tremaine e Terrell Edmunds sono stati i primi fratelli della storia a venire scelti nel primo giro dello stesso Draft NFL.

## Statistiche

### Stagione regolare
| Stagione | Stagione | Stagione | Stagione | Difesa  | Difesa  | Difesa  | Difesa | Difesa | Difesa | Difesa |
| Anno     | Squadra  | P        | PT       | T. tot. | T. sol. | T. ass. | Sck    | Int.   | P.D.   | F.F.   |
| -------- | -------- | -------- | -------- | ------- | ------- | ------- | ------ | ------ | ------ | ------ |
| 2018     | PIT      | 16       | 15       | 78      | 55      | 23      | 1,0    | 1      | 4      | 0      |
| 2019     | PIT      | 16       | 16       | 105     | 71      | 34      | 0,0    | 0      | 3      | 0      |
| 2020     | PIT      | 15       | 12       | 68      | 46      | 22      | 1,0    | 2      | 8      | 0      |
| 2021     | PIT      | 17       | 17       | 89      | 63      | 26      | 1,0    | 2      | 6      | 0      |
| 2022     | PIT      | 15       | 15       | 70      | 41      | 29      | 2,0    | 0      | 5      | 0      |
| 2023     | PHI      | 7        | 3        | 28      | 20      | 8       | 0,0    | 0      | 0      | 1      |
| 2023     | TEN      | 9        | 1        | 20      | 14      | 6       | 2,5    | 1      | 2      | 0      |
| 2024     | JAX      | 1        | 0        | 0       | 0       | 0       | 0,0    | 0      | 0      | 0      |
| 2024     | PIT      | 5        | 0        | 7       | 5       | 2       | 0,0    | 0      | 0      | 0      |
| Totale   | Totale   | 101      | 79       | 465     | 315     | 150     | 7,5    | 6      | 28     | 1      |

### Play-off
| Stagione | Stagione | Stagione | Stagione | Difesa  | Difesa  | Difesa  | Difesa | Difesa | Difesa | Difesa |
| Anno     | Squadra  | P        | PT       | T. tot. | T. sol. | T. ass. | Sck    | Int.   | P.D.   | F.F.   |
| -------- | -------- | -------- | -------- | ------- | ------- | ------- | ------ | ------ | ------ | ------ |
| 2020     | PIT      | 1        | 1        | 6       | 3       | 3       | 0,0    | 0      | 1      | 0      |
| 2021     | PIT      | 1        | 1        | 6       | 6       | 0       | 0,0    | 0      | 0      | 0      |
| Totale   | Totale   | 2        | 2        | 12      | 9       | 3       | 0,0    | 0      | 1      | 0      |

Fonte: Football Database